# Frühlingsberg (Sohland an der Spree)
Der Frühlingsberg (352,8 m) ist eine Kuppe im Landkreis Bautzen in Sachsen. Er liegt auf der Gemarkung von Sohland an der Spree im Lausitzer Bergland.

## Geographie
Die bewaldete Kuppe erhebt sich rechtsseitig über dem Spreetal. Im Süden und Westen wird der Frühlingsberg von der Spree, im Norden vom Frühlingsthaler Wasser umflossen. Nordwestlich befindet sich der Stausee Sohland. Nördlich des Frühlingsberges verläuft die Bundesstraße 98. Um den Frühlingsberg liegen im Norden Wendisch-Sohland, im Nordosten Wassergrund, im Südosten Neusorge, im Süden Niedersohland und im Westen Mittelsohland.
Östlich erheben sich der Wachtberg (338 m) und der Schafberg (348 m), im Südosten der Taubenberg (458 m) und der Hornsberg (402 m), südwestlich der Hohberg (368 m) und im Norden der Schloßberg (323 m).

## Beschreibung
Der Frühlingsberg ist vulkanische Erhebung, die aus einem Basaltdurchbruch durch eine Scholle des Rosenhainer Granits, einer hellen Abart des Granodiorits, entstand. Der nur noch am Oberhang bewaldete Berg besteht aus zwei Gipfeln, von denen der westlich der höhere ist.
Die von landwirtschaftlichen Nutzflächen umgebene Kuppe ist touristisch nicht erschlossen. Sie bietet vom Waldrand aus einen Ausblick auf das Tal der Spree und den Stausee Sohland sowie zu der zweiten und dritten Bergkette des Lausitzer Berglandes.

## Geschichte
Zu Beginn des 19. Jahrhunderts wurde die westliche Kuppe „Bolzberg“ und die östliche „Richterberg“ genannt. Der im Laufe des 19. Jahrhunderts entstandene heutige Name kommt im Lausitzer Oberland mehrfach vor und bezeichnet nach Süden exponierte Hanglagen, die im Frühling zeitig vom Schnee entblößt werden.
Ab 1966 erfolgte am Frühlingsberg der Abbau eines Lamprophyrganges.

## Natur
Der Frühlingsberg ist von Nadelmischwald bestanden. 1934 wurde hier die östlichste Population des Waldgamanders mit mehreren tausend Exemplaren entdeckt. Außerdem wächst auf dem Frühlingsberg der Siebenstern.